# Takumi Horiike
Takumi Horiike (n. 6 septembrie 1965) este un fost fotbalist japonez.

## Statistici
| Japonia | Japonia | Japonia |
| An      | Meciuri | Goluri  |
| ------- | ------- | ------- |
| 1986    | 2       | 0       |
| 1987    | 11      | 0       |
| 1988    | 1       | 0       |
| 1989    | 11      | 1       |
| 1990    | 6       | 0       |
| 1991    | 2       | 0       |
| 1992    | 7       | 0       |
| 1993    | 16      | 1       |
| 1994    | 0       | 0       |
| 1995    | 2       | 0       |
| Total   | 58      | 2       |